# Satkhira Sadar
Pour les articles homonymes, voir Satkhira.
Satkhira Sadar (en bengali : সাতক্ষীরা সদর) est une upazila du Bangladesh dans le district de Satkhira. En 2011, on y dénombrait 460 892 habitants.